# Бродский, Вадим Адольфович
Вадим Адольфович Бродский (род. 24 апреля 1950, Киев) — украинский советский, итальянский и польский скрипач.

## Биография
Выступал в Киевской филармонии в возрасте одиннадцати лет. Ученик Давида Ойстраха. Лауреат первой премии всех международных конкурсов в которых принимал участие, в частности конкурса Венявского в 1977 году (Польша), конкурса имени Паганини в 1984 году (Италия), Тибор Варга в 1984 году (Швейцария). С 1981 года жил в Польше, с 1985 года — в Риме. С 1996 года у него польское гражданство.
Является одним из немногих скрипачей в мире игравших на скрипке Guarneri del Gesù Николо Паганини (1998). Особенно известен исполнением произведений Генрика Венявского.
Вадим Бродский выступал с Московским филармоническим оркестром, оркестром Санкт-Петербургской филармонии, Варшавским филармоническим оркестром, Мексиканским национальным симфоническим оркестром, Лондонским филармоническим оркестром, Иерусалимским симфоническим оркестром, симфоническим оркестром Нью-Джерси, Швейцарским оркестром в Женеве, Симфоническим оркестром Польского радио, Симфоническим оркестром Севильи, Оркестром Римского радио в Ватикане.